# Le Cauchemar du rap français : chapitre 1
Albums de Rohff
Au-delà de mes limites
(2007) Le Code de l'horreur
(2008)
Le Cauchemar du Rap Français est la deuxième mixtape du rappeur Rohff, mixée par DJ Mosko et sortie le 2 juillet 2007.
Cette mixtape est sortie alors qu'il était en prison. Elle annonce son nouvel album Le code de l'horreur.

## Autour de l'album
En attendant son nouvel album prévu pour décembre 2008, Rohff revient avec une nouvelle mixtape, bourrée d'inédits, dont, entre autres, le tube Frais et 94 mentale avec Kery James et Dragon Davy. On retrouve aussi son dernier single Dirty Hous avec Big Ali, des freestyles et des remix sur des instrus de Cypress Hill, Jay-Z, T.I. IAM, Dr. Dre...
En comparaison à d’autres projets de Rohff, cette mixtape reste brute, sans chercher à séduire un public large ou à produire des hits radiophoniques. C’est un retour aux bases du rap de rue.

## Liste des pistes
1. Intro - DJ Mosko
2. N°1
3. 94 mentale feat. Kery James et Dragon Davy
4. Baise tout feat. TLF
5. Dirty Hous feat. Big Ali
6. Le pouvoir (Remix)
7. Principes
8. C'est comme ça
9. La violence
10. Gère (Remix) feat. Mzé
11. La crise
12. Frais style radio 1
13. J't'ai pas attendu (Remix)
14. Fumer 1 mec (Remix)
15. Fais ce que j'te dis
16. Avec ou sans (Remix)
17. Frais style radio 2
18. Frais style radio 3
19. Frais style radio 4
20. T'es pas comme moi
21. Vitryfénomène
22. C'est comme ça 2
23. Boycott
24. Frais
25. La puissance (Remix)
26. Excuse-moi
27. Frais style radio 5
28. Frais style radio 6
29. Enculé de ton clash (Remix)
30. Premier sur le ghetto (Remix)
31. On sait qui feat. TLF

## Réception
La mixtape a été plutôt bien reçu par les fans, qui ont apprécié son agressivité, son retour aux racines du rap hardcore et une posture de leader dans le rap game.

### Ventes
La mixtape s'est vendue à plus de 30 000 exemplaires.